# Mouvement radical, social et libéral
De Mouvement radical, social et libéral (MRSL, Nederlands: Radicale Beweging, Sociaal en Liberaal) is een politieke partij in Frankrijk die op 9 december 2017 ontstond na de fusie tussen de centrumrechtse Parti radical (valoisien), afgekort RAD, en de centrumlinkse Parti radical de gauche. De nieuwe partij wordt ook wel kortweg Mouvement radical genoemd.
De Mouvement radical is een partij in het politike centrum die noch links, noch rechts is, maar progressief liberaal.

## Geschiedenis
De Mouvement radical werd in 1901 onder de naam Républicains Radicaux et Radicaux-Socialistes opgericht, kortweg de Parti radical-socialiste genoemd. Deze partij richtte zich voornamelijk op de kiezers in landelijke gebieden en werkte afwisselend samen met linkse en rechtse partijen. Het kwam in 1972 tot een breuk binnen de partij toen linksgeoriënteerde jongeren uit onvrede over de in hun ogen rechtse koers van de partij uit de Parti radical-socialiste stapten en de Parti radical de gauche vormden, die voortaan nauw met de Parti socialiste samenwerkte. De Parti radical-socialiste reorganiseerde zich en bleef onder oude partijnaam samenwerken met centrum en centrumrechtse partijen. De 'oude' Parti radical-socialiste stond sindsdien ook wel bekend als de Parti radical (valoisien), verwijzend naar de plaats waar het hoofdkwartier van de partij zich bevond, de Place de Valois in Parijs.
Het idee om de twee partijen te laten fuseren werd in juni 2017 voor het eerst serieus geopperd. De fusie werd op 9 december 2017 beklonken en daarmee kwam een einde aan de 45 jaar, die de twee radicale partijen gescheiden hadden voortbestaan. De partij stond in het begin onder leiding van Laurent Hénart en Sylvia Pinel, die tot aan de fusie de leiding aan de Parti radical (valoisien) en de Parti radical de gauche hadden gegeven. Het is nu nog alleen Laurent Hénart.  
De Mouvement radical is sinds 20 maart 2018 met Les Centristes van Hervé Morin verbonden.
Samenstelling per 27 juli 2019 
 De deelnemende partijen met de meeste zetels worden genoemd, alleen de partijen met een enkele zetel binnen de fractie ontbreken.